# Bagger 288
Bagger 288 (Excavator 288 — екскаватор 288) — роторний екскаватор, побудований німецькою компанією Krupp для підприємства Rheinbraun.
Це найтяжчий з наземних транспортних засобів. Будівництво було завершено в 1978 році, в його конструкції використовуються гусеничні транспортери, які застосовуються для перевезення «Спейс Шаттла» і «Аполлона». Bagger 288 це найбільша гусенична машина в світі.
По завершенні створення машини, за розмірами Bagger 288 перевершив апарат NASA для транспортування Шаттла та ракети Аполо на стартовий майданчик і відтоді є найбільшою самоходною установкою у світі, з вагою 13 500 тон. Однак, Bagger отримує енергію від зовнішніх джерел, через це його точніше назвати рухомим апаратом для гірничих робіт. 
Екскаватор може скопати 240 000 тонн вугілля або 240 000 кубічних метрів порід на день. Вугіллям, яке видобувається за один день цим супергігантом, можна наповнити більше двох з половиною тисяч вагонів. Довжина екскаватора складає близько 240 м і висота — 96 м. 
Ходова частина завширшки має 46 метрів. Така велика площа поверхні треку означає, що тиск Bagger 288 на землю дуже малий (17,1 Н/см²), що дозволяє екскаватору йти по гравію, землі і навіть по траві, не залишаючи помітного сліду. Машина має мінімальний радіус повороту (приблизно 100 метрів) і може піднятися з максимальним нахилом 1:18.